# Груні (пам'ятка природи)
Груні — ботанічна пам'ятка природи місцевого значення. Об'єкт розташований на території Надвінянського району Івано-Франківської області, Майданське лісництво, квартал 11, виділ 12.
Площа — 0,0500 га, статус отриманий у 1993 році.